# Vincent Tholomé
Vincent Tholomé, né le 20 novembre 1965 à Namur, est un poète, auteur, performeur et critique belge.

## Biographie
Vincent Tholomé naît le 20 novembre 1965 à Namur.
Depuis le milieu des années 1990, il publie régulièrement en revue ainsi que sur le net. Comme revuiste, il contribue au seul numéro de la revue Facial dont l'influence fut très nette chez certains jeunes poètes. Il contribue également à Ffwl.
Il réalise de la lecture performée et de la poésie sonore. Il se produit tant en Belgique qu'à l'étranger.
Il publie une vingtaine de recueils, dont The John Cage experiences : 8 solos, duos ou trios (2007), qui obtient en 2011 le prix triennal de poésie de la Fédération Wallonie-Bruxelles. Comme scénariste de romans graphiques, on lui doit Photomatons avec le dessinateur Jean-Christophe Long publié aux éditions Frémok (2008-2010). Il publie au Québec Tout le monde est quelqu'un (Rodrigol, 2007) et, La Pologne et autres récits de l'est (Le Quartanier, 2010) ainsi que Kirkjubaejarklaustur : sa ga (Le Clou dans le fer, 2009) et Histoire secrète des prairies du Nord-est asiatique (Publie.net, 2010). En 2013, il est lauréat poésie de la fondation Spes. En 2014, il inaugure la nouvelle saison des Midis de la Poésie. Comme librettiste, il écrit Terres rares, un livret d’un opéra qui a vu le jour en avril 2022, avec Laurent Durupt à la composition et Thierry Poquet à la mise en scène.

### Vie privée
Il habite en Belgique.

### Publications
- Quaderno 2[2] (1999)
- Bang ![1], éditions Carte Blanche, 2000
- Photomaton, Carnets du dessert de lune, 2002
- Fait divers, éditions de l’Acanthe, 2002
- Couples, etc..., Reims, Le clou dans le fer, 2004
- People, Bruxelles, Maelström, 2006
- Tout le monde est quelqu'un, Montréal, Rodrigol, 2007  (ISBN 9782980788895)
- The John cage experiences : 8 solos, duos ou trios (avec choses), Éditions Le clou dans le fer, 2007
- No entry. Accès interdit aux personnes non autorisées (2008)
- Kirkjubaejarklaustur : sa ga[10] (2009)
- La Pologne et autres récits de l'est, Le Quartanier, 2010
- Histoire secrète des prairies du Nord-est asiatique (2010)
- Cavalcade, Le clou dans le fer, 2012
- Vuaz, Maelström, coll. « Compact », no 28, 2013  (ISBN 978-2-87505-158-5)
- Kirkjubaejarklaustur / The John Cage Experiences[11], Les Impressions nouvelles, coll. « Espace Nord », 2016   (ISBN 9782875680792)
- KAAPSHLJMURSLIS[12], Tétras Lyre, 2016  (ISBN 978-2-930685-26-7)
- Mon voisin Noug[13], Éd. Centre de Créations pour l’Enfance de Tinqueux, coll. « Petit VA ! », 2018
- Rêves et vies d’Alphonse Brown, Mike Triso, Henri M et Diego Dora[14], Maelström, 2019,  (ISBN 978-2-87505-342-8)
- Mon épopée[15], Lanskine, coll. « Poéfilm », 2020,  (ISBN 978-2359630282)

### Romans graphiques
- 1. Photomatons 02.08, Frémok, coll. « Flore », Bruxelles, 27 avril 2008
Scénario : Vincent Tholomé - Dessin et couleurs : Jean-Christophe Long -  (ISBN 978-2-350-65024-1),Avec jaquette. Bilingue français-anglais.
- 2. Photomatons 10.09, Frmk, Montreuil (Seine-Saint-Denis), 2010
Scénario : Vincent Tholomé - Dessin et couleurs : Jean-Christophe Long -  (ISBN 978-2-35065-049-4),Bilingue français-anglais.

### Écrits
- Vincent Tholomé, « Autres nuages », Le Carnet et les Instants, no 172,‎ 7 juin 2012
- Vincent Tholomé, « Éric Clémens, D’après la poésie d’amour », Le Carnet et les Instants, no 181,‎ 2014 (lire en ligne, consulté le 21 avril 2024).
- Vincent Tholomé, « La vie ordinaire. Propos à propos d’Éric Thérer », Le Carnet et les Instants,‎ 25 octobre 2017 (lire en ligne, consulté le 21 avril 2024).

## Prix et distinctions
- 2011 :  prix triennal de poésie Espiègle de poésie de la Communauté française de Belgique pour le recueil The John Cage experiences : 8 solos, duos ou trios - Éditions Le clou dans le fer[2].

### Vidéographie
- [vidéo] « Poésie Live(s) : Vincent Tholomé - Les oiseaux de Kirkjubaejarklaustur », sur YouTube